# Fakfak (ciudad)
Fakfak es una ciudad de Indonesia y la capital de la regencia de Fakfak. Se encuentra en la provincia de Papúa Occidental, en la isla de Nueva Guinea. La ciudad tiene un pasado comercial de cierta relevancia, debido a su producción de nuez moscada y a sus lazos históricos con el Sultanato de Ternate.

## Geografía
Fakfak se encuentra en el litoral oeste de la península de Bomberai, una de las dos penínsulas que componen la provincia de Papúa Occidental. Por su situación, la ciudad está relativamente cerca de las islas de la provincia indonesia de Molucas.
Fakfak está situada sobre el ecuador y tiene una latitud 0. Está rodeada por una de las pocas selvas ecuatoriales vírgenes existentes en el mundo.

## Historia
El antiguo nombre de Fakfak era Kapaur. Fue uno de los pocos lugares de Papúa que mantuvo contactos con reinos y principados indonesios. Debido a que el tráfico comercial era esencialmente marítimo y costero, casi todos esos lugares estaban situados en la costa oeste de la actual Papúa Occidental, donde Fakfak y Biak concentraban la mayor actividad de la región. Fakfak fue una de las pocas ciudades papuanas que tuvo relaciones con el Sultanato de Ternate, llegando incluso a formar parte de sus dominios. Después de que el Sultanato autorizara a la Compañía Neerlandesa de las Indias Orientales a que se estableciera en esta parte de Papúa por motivos comerciales, Fakfak fue uno de los principales puertos donde se implantaron negociantes holandeses en el siglo XIX. En 1898, Fakfak y buena parte de Papúa Occidental dependían de la gobernación holandesa de Ambon. La ciudad aún conserva algunos edificios de estilo colonial que remontan a esa época.
Durante la Segunda Guerra Mundial, Fakfak fue ocupada por las tropas japonesas. Un monumento de la ciudad recuerda a las víctimas de la batalla.
En el siglo XXI, la actividad de la ciudad ha declinado y su puerto tiene muy poco tráfico comercial.

## Demografía
Fakfak tiene una población compuesta de muy pocos indígenas papuanos y de una mayoría de habitantes de origen indonesio. Es la única población de Papúa Occidental que cuenta con una importante comunidad musulmana, probablemente descendiente de los primeros comerciantes de Ternate y de los negociantes indonesios, indios y árabes que se instalaron allí durante el siglo XIX tras la implantación de los holandeses.

## Transportes
A unos 7 km de la ciudad se encuentra el aeropuerto de Fakfak Torea (Código IATA: FKQ). Tiene vuelos locales a las principales ciudades de Nueva Guinea Occidental y vuelos a Ambon, en las islas Molucas. Un ferry enlaza la ciudad con la isla de Ambon.

## Turismo
La ciudad se extiende frente al mar sobre colinas escarpadas y frondosas. Es una ciudad de cierta importancia, compuesta de varios distritos y pueblos. Cuenta con algunos hoteles pero no tiene infraestructura turística. A pocos kilómetros, existen cuevas con pinturas rupestres.